# Cressi-Sub

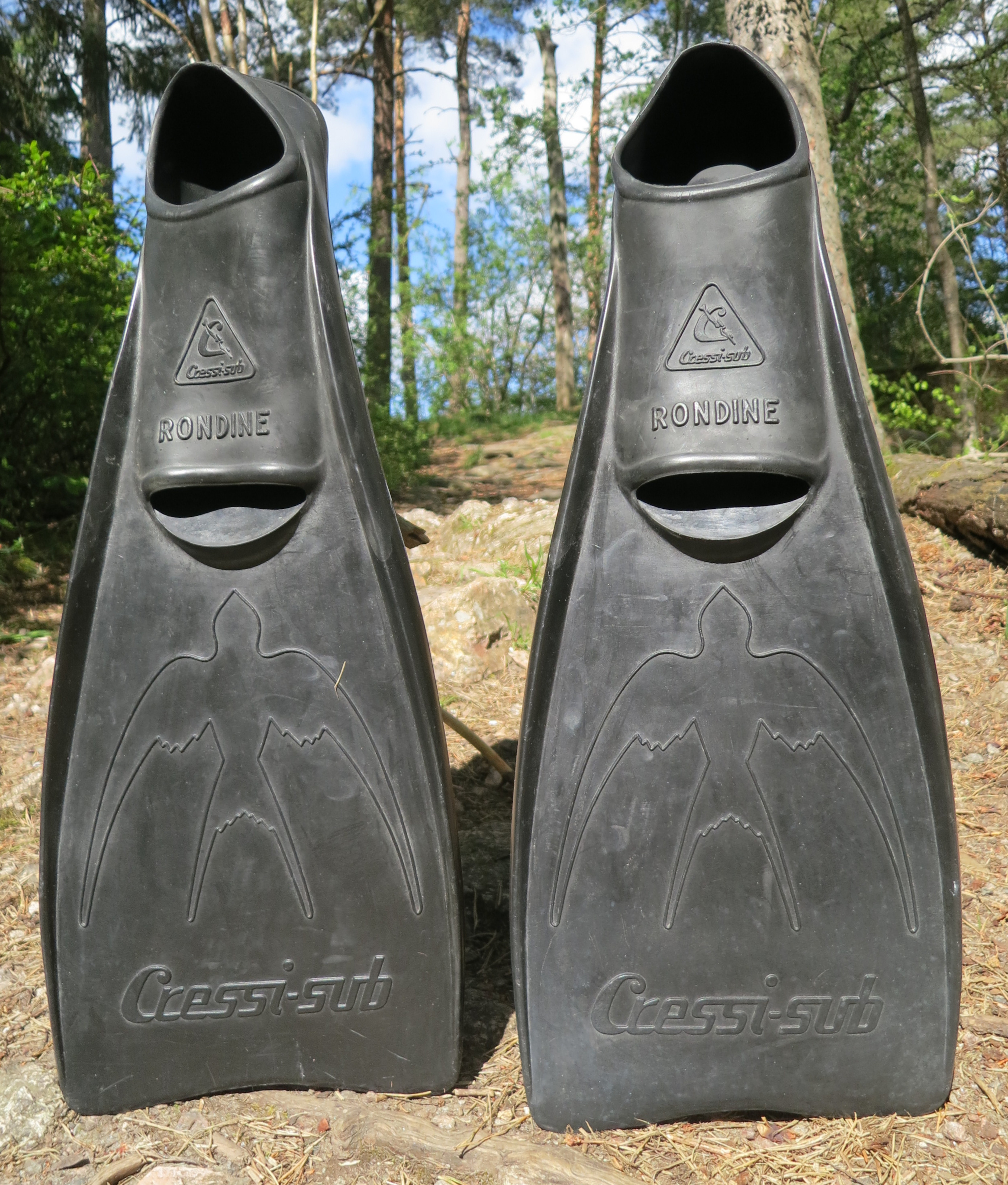
Rondine-Schwimmflossen aus den 1960er Jahren von Cressi-Sub

Das Unternehmen Cressi-Sub S.p.A., meist nur als Cressi bekannt, ist ein Hersteller von Tauch- und Schwimmsport-Ausrüstung.

## Geschichte
Im Jahr 1938 beginnen Egidio und Nanni Cressi mit der Fertigung und dem Verkauf der ersten Tauchmasken und Harpunen. Cressi gilt als der weltweit älteste Sporttauchgeräte-Hersteller. Die offizielle Gründung der Firma Cressi fand aber erst 1946 in Genua statt. Alle neuen Produkte wurden von Egidio Cressi persönlich getestet.
In der Folge wird das Produkte-Sortiment nach und nach ausgebaut. Cressi erfand im Jahr 1952 die erste Maske mit Nasenerker, die dem Taucher den Druckausgleich ermöglicht. Dieses Modell wurde zur Vorlage für alle heute im Handel erhältlichen Tauchermasken. 1988 stellte Cressi die weltweit erste ADV-Tarierweste (Adjustable Divers Vest) vor. Dies Modell wurde häufig nachgebaut und gilt heute als Standard bei Sporttauchern.

### Wichtige Produkte und Ereignisse
- 1947 Aro AR47 (das erste Sauerstoff-Kreislauftauchgerät von Cressi)
- 1952 Pinocchio-Tauchmaske (Die weltweit erste Tauchmaske mit Nasenerker)
- 1957 Aro Ar57b (Ein Kreislauftauchgerät für Streitkräfte, Feuerwehren, das teilweise noch heute in einigen Ländern im Einsatz ist.)
- 1965 Polaris 4 Regler (einer der ersten zweistufigen Atemregler)
- 1988 Equidive Jacke (das erste ADV-Tarierjacket auf dem Markt)
- 1997 XS Regler (die Wiederaufnahme der Produktion von Atemreglern)
- 2000 Big Eyes (Die weltweit erste Tauchermaske mit einer integrierten Linse, die einem Taucher den bequemen Überblick über aller Geräte erlaubt.)
- 2004 Ellipse Titanium (Atemregler)
- 2005 Cressi lanciert Produkte für den Schwimmsport.